# Doc the Destroyer
Doc the Destroyer è un videogioco di genere misto pubblicato nel 1987 per Commodore 64 e ZX Spectrum dalla Melbourne House. È ambientato in un mondo post-apocalittico dove il protagonista deve affrontare fasi di avventura testuale a risposta multipla e, in caso di combattimento, fasi d'azione picchiaduro a incontri.

## Trama
Doc è un viaggiatore nel tempo e si trova intrappolato in un futuro selvaggio. In seguito a cataclismi il mondo è divenuto invivibile e una città sopravvive al di sotto di una cupola energetica protettiva. All'interno della cupola c'è una forte divisione tra il popolo della città, governato da una casta di sacerdoti, e la tribù dei Rubble Runners (lett. "corridori delle macerie") che abitano le rovine circostanti. Doc è stato trovato nudo e confuso dai Rubble Runners che l'hanno accolto e curato, ma non sa che fine abbia fatto la sua macchina del tempo. Un giorno scopre che i sotterranei dove vive la tribù si stanno allagando, ma nel frattempo viene accusato ingiustamente dallo sciamano di essere una spia della città. Perciò si ritrova in fuga, armato solo di una clava e della propria abilità psichica di ingannare le menti altrui cambiando il proprio aspetto.
L'avventura inizia qui e ha due obiettivi, salvare i Rubble Runners e ritrovare la macchina del tempo.

## Modalità di gioco
A inizio partita, analogamente a un videogioco di ruolo, il giocatore può regolare le caratteristiche di Doc: forza, resistenza, intelligenza, fortuna e carisma. Ciascuna può arrivare a un valore massimo di 20 e si hanno 60 punti totali da distribuire a piacere tra le cinque caratteristiche. La resistenza  rappresenta i punti ferita e si può consumare e recuperare con il riposo durante il gioco.
Si distinguono fasi di avventura testuale e fasi d'azione in tempo reale per i combattimenti. Durante l'avventura, la schermata di gioco mostra il testo descrittivo degli eventi, in inglese, in una finestra con scorrimento in su del testo già letto. A sinistra della finestra è sempre mostrato il viso di Doc, che ha l'aspetto di un guerriero con elmo; la sua espressione facciale cambia durante il gioco, in parte influenzata da come il giocatore se la sta cavando.
Sotto la finestra c'è l'interfaccia di comando, dove sono elencate di volta in volta come testo le varie opzioni che il giocatore può selezionare con un cursore. A seconda della situazione possono comparire fino a sei opzioni, come direzioni in cui andare e azioni da compiere.
Le opzioni possibili sono a volte influenzate dalle caratteristiche dal personaggio; ad esempio se Doc ha un alto valore di fortuna potrebbe avere l'opzione di aggirare delle guardie senza essere notato, o se ha un'alta intelligenza può manipolare meglio le menti delle altre persone.
Con apposito tasto si possono rivedere le caratteristiche di Doc.
Alcuni incontri possono sfociare in un combattimento, in base alle scelte del giocatore o a situazioni inevitabili.
I combattimenti sono picchiaduro uno contro uno, tra Doc che appare come un guerriero seminudo armato di clava e un nemico che può essere di vari tipi, umani e mostruosi. La scena è bidimensionale e vista di profilo, con i combattenti che possono spostarsi a destra e sinistra.
In versione Commodore 64 i personaggi sono graficamente molto grandi; su ZX Spectrum sono ben definiti, ma monocromatici, e la grafica di sfondo è praticamente inesistente.
Anche l'azione differisce sensibilmente tra le due versioni; su Commodore 64 Doc ha una più ampia selezione di mosse disponibili, tra cui vari colpi con la clava, salto, abbassamento, calci e pugno, mentre sullo ZX Spectrum si limita a colpire con la clava in alto, in basso o in avanti.
Sotto la scena sono presenti gli indicatori dell'energia vitale dei due contendenti. Se Doc vince si torna allo svolgimento dell'avventura testuale, se invece viene sconfitto la partita termina.
Una volta completato il gioco, era prevista la possibilità di salvare il personaggio con le sue statistiche per riutilizzarlo nei successivi giochi della serie di Doc the Destroyer, ma non ne venne mai realizzato nessuno.

## Accoglienza
Doc the Destroyer appariva come un'insolita mescolanza di più generi, il cui risultato fu giudicato in modo molto variabile dalla critica europea dell'epoca.
Fu decisamente apprezzato dalla rivista Sinclair User (voto 4/5 alla versione ZX Spectrum) e soprattutto da Computer Gamer (90% Commodore 64); quest'ultima dichiarò che lo strano misto di combattimento e avventura funzionava molto bene. L'italiana Viking apprezzava le molte scelte date al giocatore e il combattimento e concludeva dicendo "Non è forse la più bella adventure degli ultimi mesi per Spectrum 48, ma è un diversivo che vi coinvolgerà subito: non rischierete certo di annoiarvi".
Giudizi moderatamente positivi vennero da Computer and Video Games (complessivo 7/10 a entrambe le versioni, ma con un parziale di 9/10 alla grafica sul C64) e da Your Sinclair (7/10 Spectrum), che lo trovava un tipo di gioco "diverso", ma con poca longevità.
Passando ai giudizi negativi, Zzap! (32% C64) lo valutò noioso e ripetitivo, basato sull'idea del misto di generi che di per sé era abbastanza buona, ma realizzato malamente. Crash (41% Spectrum) dichiarò analogamente che l'idea del gioco era bella, ma la sua realizzazione pratica non era riuscita. Piuttosto negativo fu anche il giudizio di Aktueller Software Markt (27/60).